# Matt Walker (musiker)
För andra betydelser, se Matt Walker.
Matt Walker född 1969 i Wilmette, är en amerikansk trummis som spelat i rockgrupperna Filter och The Smashing Pumpkins samt med sångaren Morrissey.